# Quentin Halys
Quentin Halys (Bondy, 26 ottobre 1996) è un tennista francese.
In singolare ha disputato una finale nel circuito maggiore e non ha mai superato il terzo turno nelle prove del Grande Slam. Ha vinto alcuni tornei Challenger sia in singolare che in doppio. I suoi migliori ranking ATP sono stati il 46º posto in singolare nel giugno 2025, e il 129º in doppio nell'ottobre 2022.
Tra gli juniores ha vinto il torneo di doppio all'Open di Francia 2014 in coppia con Benjamin Bonzi e ha disputato altre due finali del Grande Slam in doppio e una in singolare. Ha raggiunto il 3º posto nel ranking mondiale juniores nel marzo 2014.

## Carriera

### Juniores
Ha raggiunto 4 finali del Grande Slam tra gli juniores, 3 in doppio e una in singolare, vincendo il torneo di doppio all'Open di Francia 2014 in coppia con Benjamin Bonzi, raggiungendo la 3ª posizione nel ranking mondiale di categoria.
Nel 2010 vince il torneo internazionale Under-14 Les Petits As che si tiene ogni anno in Francia. Nel 2011 gioca la Coppa Davis Junior con la Francia, che si piazza al terzo posto. 
Nel 2012 gioca tutti e quattro gli Slam, senza mai superare il terzo turno in singolare, mentre in doppio disputa la semifinale agli Australian Open. 
Nel 2013 gioca in coppia con Frederico Ferreira Silva la finale di doppio juniores agli US Open e vengono sconfitti da Kamil Majchrzak e Martin Redlicki.
Nel 2014 perde assieme a Johan Sébastien Tatlot la finale di doppio agli Australian Open, mentre vince insieme a Bonzi l'Open di Francia. Disputa anche la finale in singolare agli US Open di quell'anno e viene sconfitto da Omar Jasika in tre set.

### 2015- 2016, inizi tra i professionisti, titolo challenger
Gioca il suo primo incontro del circuito ATP nel 2015 a Nizza perdendo da James Duckworth. I primi incontri del Grande Slam sono all'Open di Francia 2015, perso contro Rafael Nadal, e l'anno successivo al primo turno degli Australian Open supera Ivan Dodig ed esce di scena al secondo turno per mano di Novak Đoković. A fine aprile vince il suo primo torneo Challenger a Tallahassee, battendo in finale al terzo set Frances Tiafoe. Alla sua seconda esperienza al Roland Garros supera al primo turno Chung Hyeon e viene eliminato da Pablo Cuevas. A ottobre raggiunge la finale del torneo Challenger di Fairfield e perde contro Santiago Giraldo.

### 2017-2018, successi nei Challenger
Inizia la stagione 2017 vincendo il titolo in doppio al Challenger di Noumea insieme a Tristan Lamasine. Su invito gioca i seguenti Australian Open dove viene fermato subito da Sam Querrey in quattro set. Al Challenger di Bergamo viene battuto in due set in finale da Jerzy Janowicz. Nella finale di Anning cede invece a Janko Tipsarević in tre set. All'Open di Francia viene eliminato al primo turno in cinque set da Marco Trungelliti, ma si rifà con la vittoria a luglio nel torneo di doppio al Guzzini Challenger di Recanati in coppia con Jonathan Eysseric.
Nel 2018 approda per la prima volta al tabellone principale di un Grande Slam vincendo i turni di qualificazione, e cede al tie-break del quinto set contro Casper Ruud. A febbraio vince il suo secondo Challenger a Quimper battendo in semifinale Stefanos Tsitsipas e in finale Aleksej Vatutin per 6-3, 7-6. Ad aprile sconfigge nettamente Calvin Hemery in finale sulla terra rossa indoor di Nanchang. Rifiuta la wild-card per il tabellone principale dell'Open di Francia, sostenendo di non essere sufficientemente competitivo,
e perde da Andrea Collarini nel primo turno di qualificazioni. Arriva in finale all'Istanbul e perde contro Corentin Moutet.

### 2019- 2020, due titoli Challenger in doppio
Nel 2019 l'unico risultato in singolare degno di nota è la finale raggiunta ad Aix-en-Provence, persa da Pablo Cuevas, mentre vince due titoli in doppio con Grégoire Barrère a Bordeaux e a Ismaning in coppia con Tristan Lamasine. Al Roland-Garros viene sconfitto in tre set da Kei Nishikori, nº 7 del mondo. Nel 2020 fa due apparizioni nei tornei del Grande Slam ed esce al primo turno sia agli Australian Open che al Roland Garros, sconfitto in entrambi i casi in cinque set, rispettivamente da Filip Krajinović e Marcos Giron

### 2021, due finali Challenger in singolare, due titoli Challenger in doppio
Nel 2021 perde la finale nei Challenger di Forlì, contro Mats Moraing, e di Porto un mese dopo contro Altuğ Çelikbilek. In doppio vince il Challenger di Biella con Lamasine e quello di Mouilleron-le-Captif con Eysseric. Nel corso della stagione supera le qualificazioni agli Australian Open e – per la prima volta – agli US Open, e in entrambi i tornei esce di scena al primo turno.

### 2022, tre titoli Challenger, ingresso in top 100
Raggiunge la finale al Challenger di Forlì e perde contro Pavel Kotov. A fine febbraio vince il Challenger di Pau battendo in finale Vasek Pospisil per 4-6, 6-4, 6-3, ottenendo il suo primo titolo dal 2018 e il quarto in carriera. Continua il buon momento raggiungendo la finale anche nei successivi due Challenger, perde quella di Torino da Moraing e vince in rimonta contro Ričardas Berankis quella di Lille.
A inizio di maggio grazie alla vittoria in finale ad Aix-en-Provence sul connazionale Hemery, entra per la prima volta nella top 100 ATP. Viene fermato da Alexei Popyrin nella finale di Bordeaux e sul finire della stagione da Barrere in quella di Orleans. Partecipa per la prima volta in carriera a Wimbledon e sconfigge Benoît Paire in quattro set, prima di perdere contro Nikoloz Basilašvili al secondo turno. A ottobre vince il titolo sul sintetico indoor dell'Ismaning Challenger sconfiggendo il tedesco Max Hans Rehberg e chiude la stagione con il nuovo miglior ranking al 64º posto mondiale.

### 2023, prima semifinale ATP e 61º nel ranking
Raggiunge per la prima volta i quarti in un torneo ATP all'Auckland Open, viene eliminato da Jenson Brooksby, sale alla 61ª posizione del ranking ma subito scende con la sconfitta contro Tsitsipas al primo turno degli Australian Open. Esce nei quarti anche all'ATP di Montpellier dopo aver sconfitto Alejandro Davidovich Fokina. Si spinge per la prima volta fino al quarto turno in un Masters 1000 al Miami Open e cede in due set a Daniil Medvedev dopo aver vinto in rimonta contro il nº 18 del mondo Alex de Minaur. A Estoril raggiunge la sua prima semifinale nel circuito maggiore e viene sconfitto nel tie-break del set decisivo dal nº 5 ATP Casper Ruud. Dopo una serie di risultati negativi, vince a giugno il Challenger di Blois. Raggiunge per la prima volta il terzo turno in uno Slam a Wimbledon e cede in quattro set al top 10 Jannik Sinner. Nel prosieguo della stagione vince un solo incontro e a fine anno scende al 100º posto mondiale.

### 2024, crollo in classifica, prima finale ATP e risalita
Il momento negativo continua nei primi mesi del 2024, nei quali raggiunge al massimo una semifinale Challenger, e a giugno scende alla 223ª posizione. Si riscatta a Wimbledon, dove perde al terzo turno contro Holger Rune in cinque set dopo aver eliminato il nº 22 del mondo Karen Khachanov. Disputa la sua prima finale ATP al successivo Swiss Open Gstaad grazie al successo in due set sul nº 37 ATP Jan-Lennard Struff e raccoglie solo quattro giochi contro un ritrovato Matteo Berrettini. A settembre perde la finale al Challenger di Rennes e rientra nella top 100, il mese successivo perde in finale anche agli Internationaux de Tennis de Vendée. All'ultimo impegno stagionale esce nei quarti di finale al Moselle Open e chiude il 2024 alla 72ª posizione mondiale.

### 2025, semifinale all'ATP 500 di Dubai e 46º nel ranking
Eliminato nuovamente al secondo turno agli Australian Open, il primo grande risultato stagionale è la sua prima semifinale raggiunta in un torneo ATP 500 a Dubai, in particolare supera al turno di esordio il nº 9 ATP Andrej Rublëv, primo top 10 sconfitto in carriera, e viene battuto da Felix Auger-Aliassime dopo aver vinto il primo set, risultato con cui porta il miglior ranking alla 59ª posizione. Continua l'ascesa spingendosi fino al secondo turno in entrambi i Masters 1000 dell'Indian Wells Open e del Miami Open. Nonostante resti inattivo il mese successivo e venga poi sconfitto al primo turno al Madrid Open e agli Internazionali d'Italia, il 19 maggio porta il miglior ranking al 50º posto mondiale. Sale al 46º a fine giugno dopo aver raggiunto per la prima volta il terzo turno al Roland Garros.

## Statistiche

### Singolare

#### Finali perse (1)
| Legenda              |
| Grande Slam (0)      |
| ATP Finals (0)       |
| ATP Masters 1000 (0) |
| ATP Tour 500 (0)     |
| ATP Tour 250 (1)     |

| N. | Data           | Torneo                    | Superficie  | Avversario in finale | Punteggio |
| 1. | 21 luglio 2024 | Swiss Open Gstaad, Gstaad | Terra rossa | Matteo Berrettini    | 3-6, 1-6  |

### Tornei minori

#### Singolare

##### Vittorie (12)
| Legenda tornei minori |
| Challenger (7)        |
| Futures (5)           |

| N. | Data             | Torneo                                                | Superficie      | Avversario in finale | Punteggio          |
| 1. | 1º maggio 2016   | Tallahassee Tennis Challenger, Tallahassee            | Terra verde     | Frances Tiafoe       | 6(6)-7, 6-4, 6-2   |
| 2. | 4 febbraio 2018  | Open Quimper Bretagne Occidentale, Quimper            | Cemento (i)     | Aleksej Vatutin      | 6-3, 7-6(1)        |
| 3. | 22 aprile 2018   | ATP Challenger China International Nanchang, Nanchang | Terra rossa (i) | Calvin Hemery        | 6-3, 6-2           |
| 4. | 27 febbraio 2022 | Open Pau-Pyrénées, Pau                                | Cemento (i)     | Vasek Pospisil       | 4-6, 6-4, 6-3      |
| 5. | 27 marzo 2022    | Play In Challenger Lille, Lilla                       | Cemento (i)     | Ričardas Berankis    | 4-6, 7-6(4), 6-4   |
| 6. | 16 ottobre 2022  | Ismaning Challenger, Ismaning                         | Sintetico (i)   | Max Hans Rehberg     | 7-6(6), 6-3        |
| 7. | 24 giugno 2023   | Internationaux de Tennis de Blois, Blois              | Terra rossa     | Kyrian Jacquet       | 4-6, 6-2, 2-0 rit. |

##### Finali perse (16)
| Legenda tornei minori |
| Challenger (13)       |
| Futures (3)           |

| N.  | Data              | Torneo                                                   | Superficie    | Avversario in finale | Punteggio           |
| 1.  | 16 ottobre 2016   | Fairfield Challenger, Fairfield                          | Cemento       | Santiago Giraldo     | 6-4, 4-6, 2-6       |
| 2.  | 26 febbraio 2017  | Internazionali di Tennis di Bergamo, Bergamo             | Cemento (i)   | Jerzy Janowicz       | 4-6, 4-6            |
| 3.  | 30 aprile 2017    | Kunming Open, Anning                                     | Terra rossa   | Janko Tipsarević     | 7-6(5), 3-6, 4-6    |
| 4.  | 16 settembre 2018 | Istanbul Challenger, Istanbul                            | Cemento       | Corentin Moutet      | 3-6, 4-6            |
| 5.  | 12 maggio 2019    | Open du Pays d'Aix, Aix-en-Provence                      | Terra rossa   | Pablo Cuevas         | 5-7, 6-3, 2-6       |
| 6.  | 20 giugno 2021    | Internazionali di Tennis Città di Forlì, Forlì           | Terra battuta | Mats Moraing         | 6-3, 1-6, 5-7       |
| 7.  | 4 luglio 2021     | Porto Open, Porto                                        | Cemento       | Altuğ Çelikbilek     | 2-6, 1-6            |
| 8.  | 23 gennaio 2022   | Città di Forlì III, Forlì                                | Cemento (i)   | Pavel Kotov          | 5-7, 7-6(5), 3-6    |
| 9.  | 6 marzo 2022      | Torino Challenger, Torino                                | Cemento (i)   | Mats Moraing         | 6(11)-7, 3-6        |
| 10. | 15 maggio 2022    | Tournoi International de Bordeaux, Bordeaux              | Terra rossa   | Alexei Popyrin       | 6-2, 6(5)-7, 6(4)-7 |
| 11. | 2 ottobre 2022    | Open d'Orleans, Orléans                                  | Cemento (i)   | Grégoire Barrère     | 6-4, 4-6, 4-6       |
| 12. | 15 settembre 2024 | Open de Rennes, Rennes                                   | Cemento (i)   | Jacob Fearnley       | 0-6, 7-6(5), 3-6    |
| 13. | 6 ottobre 2024    | Internationaux de Tennis de Vendée, Mouilleron-le-Captif | Cemento (i)   | Lucas Pouille        | 4-6, 4-6            |

#### Doppio

##### Vittorie (11)
| Legenda tornei minori |
| Challenger (8)        |
| Futures (3)           |

| N. | Data             | Torneo                                                   | Superficie    | Compagno          | Avversari in finale                         | Punteggio            |
| 1. | 6 gennaio 2017   | Internationaux de Nouvelle-Calédonie, Nouméa             | Cemento       | Tristan Lamasine  | Adrián Menéndez Maceiras Stefano Napolitano | 7-6(9), 6-1          |
| 2. | 8 luglio 2017    | Guzzini Challenger, Recanati                             | Cemento       | Jonathan Eysseric | Julian Ocleppo Andrea Vavassori             | 6(3)-7, 6-4, [12-10] |
| 3. | 4 maggio 2019    | Tournoi International de Bordeaux, Bordeaux              | Terra rossa   | Grégoire Barrère  | Romain Arneodo Hugo Nys                     | 6-4, 6-1             |
| 4. | 19 ottobre 2019  | Ismaning Challenger, Ismaning                            | Sintetico (i) | Tristan Lamasine  | Maxime Cressy James Cerretani               | 6-3, 7-5             |
| 5. | 13 marzo 2021    | Biella Challenger Indoor III, Biella                     | Cemento (i)   | Tristan Lamasine  | Denys Molčanov Serhij Stachovs'kyj          | 6-1, 2-0 rit.        |
| 6. | 9 ottobre 2021   | Internationaux de Tennis de Vendée, Mouilleron-le-Captif | Cemento (i)   | Jonathan Eysseric | David Pel Aisam-ul-Haq Qureshi              | 4-6, 7-6(5), [10-8]  |
| 7. | 12 febbraio 2022 | Challenger La Manche, Cherbourg                          | Cemento (i)   | Jonathan Eysseric | Hendrik Jebens Niklas Schell                | 7-6(6), 6-2          |
| 8. | 8 giugno 2024    | Zagreb Open, Zagabria                                    | Terra rossa   | Jonathan Eysseric | Henrique Rocha Alexandru Jecan              | 6-4, 6-4             |

##### Finali perse (7)
| Legenda tornei minori |
| Challenger (4)        |
| Futures (3)           |

| N. | Data             | Torneo                                                   | Superficie  | Compagno          | Avversari in finale                     | Punteggio        |
| 1. | 1º ottobre 2016  | Tiburon Challenger, Tiburon                              | Cemento     | Dennis Novikov    | Matt Reid John-Patrick Smith            | 1-6, 2-6         |
| 2. | 10 novembre 2018 | Internationaux de Tennis de Vendée, Mouilleron-le-Captif | Cemento (i) | Romain Arneodo    | Sander Gillé Joran Vliegen              | 3-6, 6-4, [2-10] |
| 3. | 26 marzo 2022    | Play In Challenger Lille, Lilla                          | Cemento (i) | Jonathan Eysseric | Viktor Durasovic Patrik Niklas-Salminen | 5-7, 6(1)-7      |
| 4. | 18 maggio 2024   | Tournoi International de Bordeaux, Bordeaux              | Terra rossa | Nicolas Mahut     | Julian Cash Robert Galloway             | 3-6, 6(2)-7      |

## Risultati in progressione
| Sigla | Risultato               |
| ----- | ----------------------- |
| V     | Vincitore               |
| F     | Finalista               |
| SF    | Semifinalista           |
| O     | Oro olimpico            |
| A     | Argento olimpico        |
| SF    | Bronzo olimpico         |
| QF    | Quarti di Finale        |
| 4T    | Quarto turno            |
| 3T    | Terzo turno             |
| 2T    | Secondo turno           |
| 1T    | Primo turno             |
| RR    | Round Robin             |
| LQ    | Turno di qualificazione |
| A     | Assente                 |
| ND    | Non disputato           |

| Legenda superfici    |
| -------------------- |
| Cemento              |
| Terra battuta        |
| Erba                 |
| Superficie variabile |

### Singolare
| Torneo             | 2013 | 2014 | 2015 | 2016 | 2017 | 2018 | 2019 | 2020 | 2021 | 2022 | 2023 | 2024 | 2025 | V–S   |
| ------------------ | ---- | ---- | ---- | ---- | ---- | ---- | ---- | ---- | ---- | ---- | ---- | ---- | ---- | ----- |
| Tornei Grande Slam |      |      |      |      |      |      |      |      |      |      |      |      |      |       |
| Australian Open    | A    | A    | A    | 2T   | 1T   | 1T   | Q1   | 1T   | 1T   | Q2   | 1T   | 2T   | 2T   | 3–8   |
| Roland Garros      | Q2   | Q1   | 1T   | 2T   | 1T   | Q1   | 1T   | 1T   | Q3   | 1T   | 1T   | Q3   | 3T   | 3–8   |
| Wimbledon          | A    | A    | A    | Q3   | Q2   | Q1   | Q2   | ND   | Q1   | 2T   | 3T   | 3T   |      | 5–3   |
| US Open            | A    | A    | A    | Q2   | Q1   | Q1   | Q1   | A    | 1T   | 1T   | 1T   | 1T   |      | 0–4   |
| Vittorie-Sconfitte | 0–0  | 0–0  | 0–1  | 2–2  | 0–2  | 0–1  | 0–1  | 0–2  | 0–2  | 1–3  | 2–4  | 3–3  | 3–2  | 11–23 |

### Doppio
| Torneo             | 2013 | 2014 | 2015 | 2016 | 2017 | 2018 | 2019 | 2020 | 2021 | 2022 | 2023 | 2024 | 2025 | V–S  |
| ------------------ | ---- | ---- | ---- | ---- | ---- | ---- | ---- | ---- | ---- | ---- | ---- | ---- | ---- | ---- |
| Tornei Grande Slam |      |      |      |      |      |      |      |      |      |      |      |      |      |      |
| Australian Open    | A    | A    | A    | A    | A    | A    | A    | A    | A    | A    | 1T   | 2T   | A    | 1–1  |
| Roland Garros      | A    | A    | 1T   | 2T   | 2T   | A    | 3T   | 1T   | 1T   | 1T   | A    | 1T   |      | 4–8  |
| Wimbledon          | A    | A    | A    | 1T   | A    | A    | A    | ND   | A    | 1T   | 1T   | A    |      | 0–3  |
| US Open            | A    | A    | A    | A    | A    | A    | A    | A    | A    | 3T   | 2T   | A    |      | 3–2  |
| Vittorie-Sconfitte | 0–0  | 0–0  | 0–1  | 1–2  | 1–1  | 0–0  | 2–1  | 0–1  | 0–1  | 2–3  | 1–3  | 1–1  | 0–0  | 8–14 |

## Vittorie contro giocatori top 10
| Stagione | 2025 | Totale |
| Vittorie | 1    | 1      |

| #    | Giocatore     | Rank | Evento                            | Superficie | Turno | Punteggio        |
| ---- | ------------- | ---- | --------------------------------- | ---------- | ----- | ---------------- |
| 2025 |               |      |                                   |            |       |                  |
| 1.   | Andrej Rublëv | 9    | Dubai Tennis Championships, Dubai | Cemento    | 1T    | 3–6, 6–4, 7–6(5) |